# Kathleen E. Woodiwiss
Kathleen Erin Hogg Woodiwiss (Alexandria, 3 giugno 1939 – Princeton, 6 luglio 2007) è stata una scrittrice statunitense.
È stata l'antesignana del genere Romance in cui il romanzo storico e la storia d'amore si fondono. Il primo esempio fu la pubblicazione, nel 1972, del suo romanzo Il fiore e la fiamma.

## Biografia

### Primi anni
Nacque nel 1939 ad Alexandria (Louisiana - U.S.A.), come Kathleen Erin Hogg, la più piccola degli otto figli di Charles Wingrove Hogg, un veterano della Prima Guerra Mondiale. Fin da piccola, Kathleen Hogg si divertiva ad inventarsi delle storie e a raccontarsele per aiutarsi a prendere sonno. All'età di dodici anni perse il padre e venne di conseguenza cresciuta dalla madre e dalle sorelle maggiori. Successivamente la Woodiwiss ricorda che questo evento e i caratteri delle donne della sua vita, influenzarono la creazione delle eroine dei suoi romanzi.
All'età di sedici anni, Kathleen incontrò il tenente della U.S. Air Force Ross Woodiwiss ad una festa e lo sposò l'anno successivo. La carriera militare del marito la portò a vivere in Giappone, dove lavorò part-time come modella per un'agenzia americana. Dopo tre anni e mezzo, la coppia si spostò a Topeka (Kansas - U.S.A.). Durante questi anni, la Woodiwiss provò più volte a diventare una scrittrice, ma si bloccò per la frustrazione di dover scrivere lentamente a mano. Soltanto successivamente, dopo essersi appropriata di una macchina da scrivere elettrica che lei stessa aveva regalato al marito come regalo di Natale, cominciò a scrivere seriamente.

### La sua carriera
Il suo primo romanzo, Il fiore e la fiamma, fu respinto dagli editori di romanzi per la sua lunghezza (superava le 600 pagine), ma la Woodiwiss, piuttosto di accettare il suggerimento dei redattori di riscriverlo riducendolo, preferì sottoporlo agli editori di tascabili. L'Avon accettò, lo stampò con una tiratura di 500 000 copie ed Il fiore e la fiamma fu rivoluzionario, proponendo un genere di romanzo storico ed epico con una eroina forte e scene di sesso molto realistiche. Il romanzo, pubblicato nel 1972 vendette più di 2 300 000 copie nei primi quattro anni di pubblicazioni e viene accreditato come il primo romanzo del genere detto Romance in assoluto, in cui le vicende storiche fanno da sfondo ad una relazione monogama tra eroine indifese e uomini eroici che le salvano, anche se spesso sono i colpevoli del loro stato. Da quel momento, i romanzieri che seguirono il suo esempio cominciarono con il proporre trame più lunghe, descrizioni più particolareggiate di situazioni e personaggi, oltre a scene di sesso più intime ed esplicite, oltre a definire la Woodiwiss un chiaro motivo di ispirazione.
Julia Quinn sottolinea che la Woodiwiss "ha fatto in modo che le donne desiderino leggere. Ha dato loro un'alternativa ai western o ai polizieschi. Quando stavo crescendo, vedevo mia madre e mia nonna leggere e godersi questi romanzi e quando fui sufficientemente grande da leggerli per conto mio, è come essere stata ammessa in una sorta di fratellanza tra donne."
In aggiunta, la Woodiwiss ebbe anche un impatto diretto sulla carriera della romanziera LaVyrle Spencer. Quando era già famosa, infatti, la Woodiwiss lesse uno manoscritto della Spencer, che all'epoca era senza contratto, e ne rimase talmente colpita che lo inviò al suo editore della Avon, il quale pubblicò il romanzo della Spencer, The Fulfillment, e da lì iniziò la sua carriera.
La Woodiwiss non è stata una scrittrice prolifica, preferendo sempre la qualità alla quantità: ha infatti pubblicato dodici romanzi best seller con oltre ventisei milioni di copie stampate. Spesso è arrivata a metterci anche quattro o cinque anni a scrivere un romanzo, intervallando i romanzi di parecchi anni: in qualche caso ha attribuito questo fatto a problemi personali e di salute, in altri casi ha confessato di aver bisogno di staccare dalla sua attività di scrittrice.
Tutti i suoi romanzi sono ambientati in lontane epoche storiche come la Guerra Civile Americana, l'Inghilterra del diciottesimo secolo, la Sassonia del tempo di Guglielmo il Conquistatore o le colonie americane del diciannovesimo secolo. Le eroine dei suoi romanzi sono donne di forti voleri con "sprazzi di vita e determinazione". La Woodiwiss descrive i suoi romanzi come "fiabe. Una fuga dalla realtà per il lettore, con un film di Errol Flynn".

### Anni finali
Alla Woodiwiss piaceva cavalcare e per un periodo di tempo visse in una grande casa con cinquantacinque acri, ma dopo la morte del marito, nel 1996, ritornò in Louisiana. Il 6 luglio 2007, Kathleen Woodwiss morì di cancro all'ospedale di Princeton (Minnesota), all'età di 68 anni. Ha lasciato due figli, Sean e Heath, le nuore e numerosi nipoti. Il suo terzo figlio, Dorren, era invece morto in precedenza.
Il suo ultimo romanzo, Per sempre, è stato pubblicato nell'Ottobre 2007.

## Opere

### Saga della famiglia Birmingham
1. Il fiore e la fiamma, 1972
2. Cuori in Tempesta, 1998
3. Una Stagione Ardente, 2001
4. Un bacio inatteso, 2021

### Romanzi
1. Il Lupo e la Colomba, 1974
2. Shanna, 1977
3. Come Cenere nel Vento, 1979
4. Rosa d'Inverno, 1981
5. La donna del fiume, 1984
6. Magnifica Preda, 1989
7. Fiori sulla Neve, 1992
8. Petali sull'Acqua, 1997
9. Il Fiore Sbocciato, 2002
10. Per sempre, 2007

Con numerose ristampe successive anche recenti.